# Episodi di Combat! (quinta stagione)
La quinta stagione della serie televisiva Combat! è stata trasmessa in anteprima negli Stati Uniti d'America dalla ABC tra il 13 settembre 1966 e il 14 marzo 1967.
| nº | Titolo originale              | Titolo italiano | Prima TV USA      | Prima TV Italia |
| -- | ----------------------------- | --------------- | ----------------- | --------------- |
| 1  | The Gun                       |                 | 13 settembre 1966 |                 |
| 2  | The Losers                    |                 | 20 settembre 1966 |                 |
| 3  | Ollie Joe                     |                 | 27 settembre 1966 |                 |
| 4  | The Brothers                  |                 | 4 ottobre 1966    |                 |
| 5  | The Chapel at Able-Five       |                 | 11 ottobre 1966   |                 |
| 6  | A Child's Game                |                 | 18 ottobre 1966   |                 |
| 7  | The Letter                    |                 | 25 ottobre 1966   |                 |
| 8  | Headcount                     |                 | 1º novembre 1966  |                 |
| 9  | Decision                      |                 | 15 novembre 1966  |                 |
| 10 | The Outsider                  |                 | 22 novembre 1966  |                 |
| 11 | Conflict                      |                 | 29 novembre 1966  |                 |
| 12 | Gulliver                      |                 | 6 dicembre 1966   |                 |
| 13 | The Bankroll                  |                 | 13 dicembre 1966  |                 |
| 14 | Cry for Help                  |                 | 20 dicembre 1966  |                 |
| 15 | The Furlough                  |                 | 27 dicembre 1966  |                 |
| 16 | Entombed                      |                 | 3 gennaio 1967    |                 |
| 17 | Gadjo                         |                 | 17 gennaio 1967   |                 |
| 18 | Anniversary                   |                 | 24 gennaio 1967   |                 |
| 19 | Encounter                     |                 | 31 gennaio 1967   |                 |
| 20 | The Gauntlet                  |                 | 7 febbraio 1967   |                 |
| 21 | The Masquers                  |                 | 14 febbraio 1967  |                 |
| 22 | A Little Jazz                 |                 | 21 febbraio 1967  |                 |
| 23 | Nightmare on the Red Ball Run |                 | 28 febbraio 1967  |                 |
| 24 | Jonah                         |                 | 7 marzo 1967      |                 |
| 25 | The Partisan                  |                 | 14 marzo 1967     |                 |